# Ramiro Ros Ráfales
Ramiro Ros Ráfales (Caspe, 1871-Guadalajara, 1927) fue un pintor, dibujante, pedagogo, político y escritor español.

## Biografía
Nació el 6 de abril de 1871 en la localidad zaragozana de Caspe. Interesado por el dibujo, la pintura y la arqueología, fue concejal del Ayuntamiento de Guadalajara, además de diputado provincial. Fue uno de los redactores de la Enciclopedia universal ilustrada europeo-americana y autor de diversas publicaciones sobre la prensa, la educación, el dibujo, el grafismo y la provincia de Huesca, entre otros temas.Fallecido el 20 de agosto de 1927 en Guadalajara, era hijo del también artista Manuel Ros Pons.